# Usterzenie płytowe
Usterzenie płytowe – typ usterzenia samolotów, nieposiadający podziału na statecznik i ster. Ruchoma jest cała, jednolita powierzchnia. Wykorzystywane jest w samolotach ponaddźwiękowych i latających z prędkościami zbliżonymi do prędkości dźwięku. 
Usterzenie płytowe pozwoliło na prawidłowe sterowanie samolotu Bell X-1, w którym Chuck Yeager po raz pierwszy w historii ludzkości przekroczył barierę dźwięku.